# 台北國際社區廣播電台
台北國際社區廣播電台（英語：International Community Radio Taipei，簡稱），是台灣廣播史上唯一的英語廣播電台，也是台灣第一家以外籍人士為服務對象的廣播電台，由財團法人臺北國際社區文化基金會經營。

## 簡介
ICRT之前身為1957年成立的「美軍廣播網台灣分台」（Armed Forces Network Radio Taiwan；），因為《中美共同防禦條約》美軍協防台灣所成立，主要服務駐台美軍的官兵、僱員、軍眷，首任台長為美國陸軍少校艾理生。1978年12月16日，美國政府宣佈與中華民國政府終止外交關係，駐台美軍廣播電台亦準備撤退，引起在台外僑的關切；當時台北市美國商會會長羅勃·派克（Robert P. Parker）宣佈成立一專業團體以接替該台之業務，其職權為募款及協洽設備的轉移，以使電台能繼續運作；當時的中華民國總統蔣經國及行政院院長孫運璿亦指示行政院新聞局提供協助。1979年4月9日，即將任期屆滿離台的美軍協防台灣司令部末代司令林德少將正式致函行政院新聞局，表示美軍電台設備將由美國聯邦政府無償贈與中華民國政府。1979年4月16日午夜，ICRT正式開播，承接了原駐台美軍廣播電台的業務。
2010年9月13日，ICRT嘉義轉播站啟用，涵蓋範圍為雲林及嘉義地區；ICRT並在嘉義市政府舉行嘉義轉播站啟用記者會，立法委員江義雄、嘉義市市長黃敏惠、嘉義市副市長李錫津、行政院新聞局局長江啟臣、總統府國策顧問陳政寬、國家通訊傳播委員會委員翁曉玲、ICRT總經理白健文（Timothy Berge）共同主持啟用儀式。
2016年9月20日，ICRT臺南分台於中信金融管理學院中信樓6樓正式開播，頻率為FM100.7，ICRT總經理白健文、中金院校長施光訓共同主持揭牌儀式。

## 聽眾比率
居住於台灣之外僑佔全部聽眾之5%，其他95%為台灣本地聽眾。

## 收聽頻率
| 電台名稱         | 頻率        | 收聽地區                                         |
| ---------------- | ----------- | ------------------------------------------------ |
| 台北轉播站       | FM 100.7MHz | 涵蓋範圍為新北市、台北市、桃園市、基隆市、宜蘭縣 |
| 新竹芎林轉播站   | FM 100.1MHz | 涵蓋範圍為新竹縣市                               |
| 苗栗火炎山轉播站 | FM 100.1MHz | 涵蓋範圍為台中市、彰化縣、南投縣、苗栗縣         |
| 嘉義梅山轉播站   | FM 100.8Mhz | 涵蓋範圍為嘉義市、嘉義縣、雲林縣                 |
| 高雄中寮山轉播站 | FM 100.7MHz | 涵蓋範圍為台南市、高雄市、屏東縣                 |

ICRT的廣播範圍大體上涵蓋了台灣大部分的西岸與部分的東岸區域，但部分地區因地形因素，導致收訊情況可能不佳。除了現有的FM頻道外，在早年ICRT也曾擁有過採調幅頻率播放的副台（AM576），但該台已在1999年3月31日時，因為原本的播放設施用地租約期滿沒能順利續約，又無法在台北盆地內找到適當的替代地點而被迫關台，原AM576所屬的流行音樂節目等內容合併回FM頻道播放。
中部地區亦曾於2015年至2023年間在158.025 Mhz收聽到過ICRT，根據網路資訊為 ICRT台北國際社區廣播電台於苗栗縣樂山營區（樂山雷達站）之轉播台，射往台南，現（2024後）已無法在中部地區接收到訊號。

## 產品及服務
自2003年起，ICRT與艾爾科技合作，陸續推出《MyET ICRT Headline News》、《MyET ICRT 全民英檢》、《MyET ICRT 商業英語》等線上英語學習產品。

## 台址

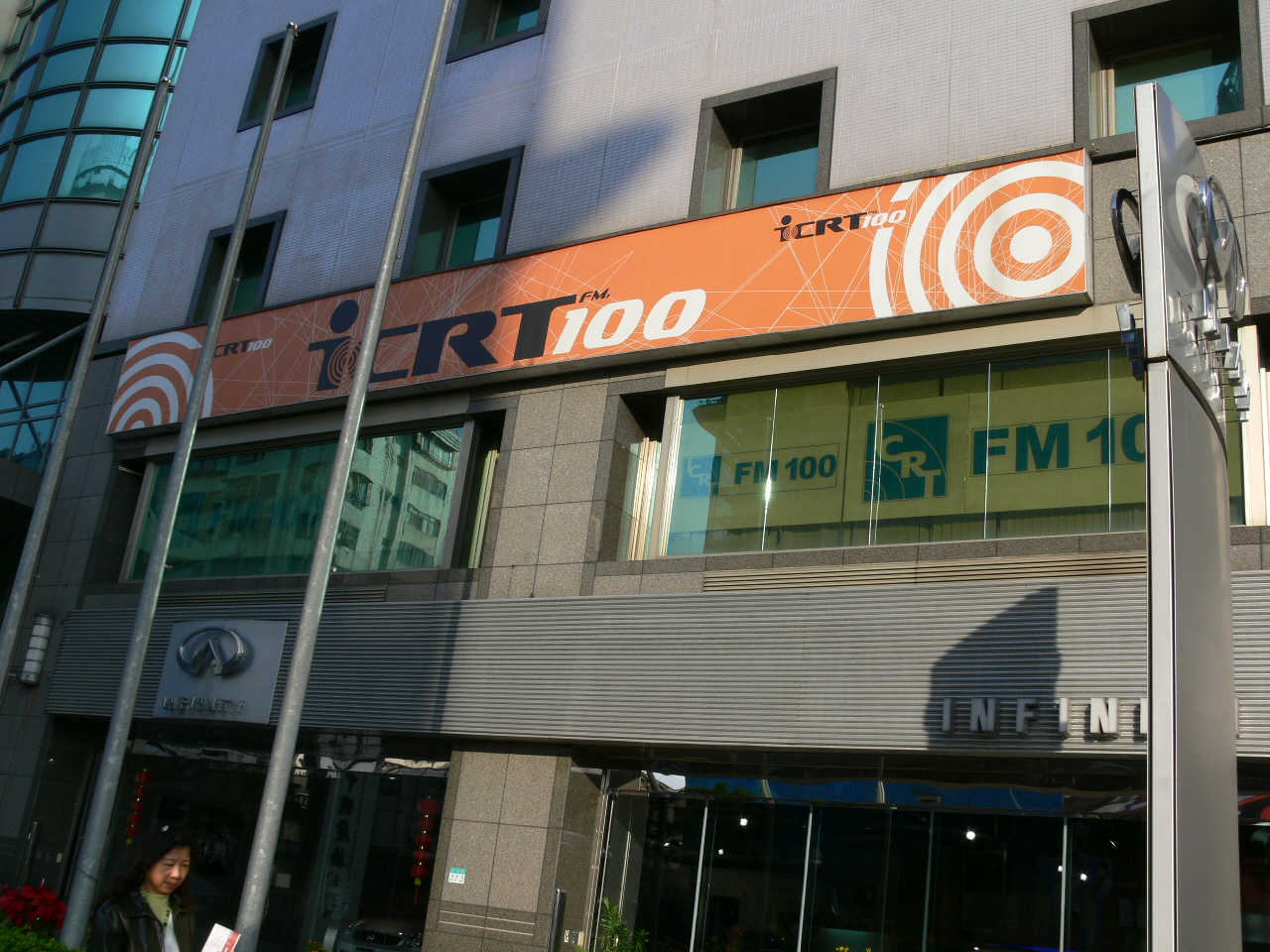
ICRT台址曾設於中廣松江大樓二樓

ICRT創建時，繼續沿用美軍電台位於前陽明山美軍宿舍群內部的台址和設施放送，並於陽明山區設有專用之小耳朵服務台灣民眾。2000年後，ICRT搬遷至向中國廣播公司租用之台北市中山區松江路中廣松江大樓二樓。
2009年4月，ICRT遷移至台北縣新莊市中山路一段107號19樓之5（現新北市新莊區新北大道三段5號19樓之5，瓏山林企業廣場，台北捷運及桃園機場捷運新北產業園區站西側）。

## 外部連結
- 官方网站
- ICRT的Facebook專頁
- ICRT的X（前Twitter）
- ICRT news的X（前Twitter）
- ICRT的Instagram帳戶
- YouTube上的ICRT頻道
- 台北國際社區廣播電台的Twitch频道（2018年2月開始）
- 美軍電台在台灣（王駿） （页面存档备份，存于）